# Mirosław (województwo wielkopolskie)
Mirosław – wieś w Polsce położona w województwie wielkopolskim, w powiecie pilskim, w gminie Ujście.

## Historia i obiekty
Wieś pierwotnie związana była z Wielkopolską. Ma metrykę średniowieczną i istnieje co najmniej od początku XV wieku. Wymieniona w dokumencie zapisanym po łacinie z 1403 Miroslaue, 1406 Miroslawie, 1419 Myroslawe, 1450 Myroslawycze, 1510 Macoslawye, 1563 Miroslawicze.
Tereny miejscowości zasiedlone były jednak wcześniej niż zachowane historyczne zapisy. W 2015, w wyniku laserowego skanowania gruntów, pracownicy Instytutu Prahistorii UAM odkryli w pobliżu wsi siedem kurhanów datowanych na okres wpływów rzymskich (druga połowa II wieku n.e.). Pochowani w nich byli przedstawiciele społeczeństwa kultury wielbarskiej. Najciekawszym z kurhanów był grób młodej arystokratki (19-21 lat) zawierający bogate wyposażenie (odzież, bransolety, sprzączka i paciorki).
Miejscowość była wsią szlachecką leżącą w starostwie ujskim i należącą do lokalnego wielkopolskiego rodu Jabłonowskich. W 1465 leżała w powiecie poznaańskim Korony Królestwa Polskiego, a w 1510 należała do parafii Ujście
W 1403 biskup poznański Wojciech Jastrzębiec przeznaczył różne dziesięciny dla wikariuszy katedry poznańskiej, w tym m.in. z Mirosławia. W 1406 papież Grzegorz XII zatwierdził tę darowiznę. W 1419 miejscowość odnotowano w archiwalnych dokumentach przy sporze sądowym pomiędzy Dziersławem z Mirosławia, a Mikołajem z Bienina.
W 1500 Maciej Zaremba Jabłonowski sprzedał bratankowi Wojciechowi Jabłonowskiemu swoje części odziedziczone po ojcu i matce w Jabłonowie, Mirosławiu oraz Mieścisku koło Ujścia, a ten w zamian za to zapisał stryjowi dożywotni czynsz roczny w wysokości 10 grzywien. W 1513 w księgach ziemskich odnotowane zostały kopce narożne u zbiegu granic wsi Mirosław, Jabłonowo, Walkowice oraz miasta Ujścia. W 1519 właścicielami wsi byli bracia Jan oraz Stanisław Jabłonowscy. W 1525 działy tychże braci, w tym wieś Mirosław, przypadły Stanisławowi Jabłonowskiemu. W 1527 Stanisław Jabłonowski z Mirosława wraz ze swoim bratem Janem rozgraniczyli swoje wsie Mirosław i Jabłonowo. W 1529 Stanisław Jabłonowski zapisał swojej żonie Annie Przecławskiej po 200 grzywien posagu i wiana na połowie Mirosława. W 1554 tenże zapisuje drugiej żonie Zofii Rusieckiej oraz synowi swej żony Krzysztofowi Jabłonowskiemu po 600 zł posagu i wiana na połowie swych części w Jabłonowie, na 1/4 Mirosławia oraz na opustoszałych wówczas wsiach Siedliska i Mieścisko.
Z lat 1470–1580 zachowały się archiwalne zapisy poborowe z Mirosławia. W 1470 i w 1475 dziedzice Jabłonowa i Mirosławia zalegali z podatkiem. W 1508 odnotowano we wsi pobór z 13 łanów. W 1510 we wsi było 20 łanów, w tym 15 łanów osiadłych i 5 łanów opuszczonych, które uprawiane były dla pana Jabłonowskiego. W 1563 odbył się pobór z 5 łanów i karczmy dorocznej. W 1577 płatnikiem podatków we wsi był właściciel Krzysztof Jabłonowski, który w 1580 zapłacił pobór od 6 łanów, dwóch zagrodników, kołodzieja, garncarza oraz rzeźnika.
W latach 1975–1998 miejscowość administracyjnie należała do województwa pilskiego.
We wsi znajduje się Wytwórnia Podkładów Strunobetonowych należąca do grupy Consolis. Produkuje ona podkłady kolejowe ze strunobetonu oraz płyty typu "Mirosław Ujski" na przejazdy kolejowo-drogowe.